# Wolf Ackermann
Wolf Ackermann (Heideck, Baviera, 8 de março de 1921 – Kronberg im Taunus, Alemanha, 17 de fevereiro de 2006 ) foi um comandante de U-Boot que serviu na Kriegsmarine durante a Segunda Guerra Mundial.

## Carreira

### Patentes
| 16 Set 1939 | Offiziersanwärter    |
| 1 Jul 1940  | Fähnrich zur See     |
| 1 Jul 1941  | Oberfähnrich zur See |
| 1 Mar 1942  | Leutnant zur See     |
| 1 Out 1943  | Oberleutnant zur See |

### Condecorações
| 13 Set 1942 | Cruz de Ferro 2ª Classe        |
| 27 Nov 1942 | Badge de Guerra dos U-Boot1939 |
| 12 Mai 1943 | Cruz de Ferro 1ª Classe        |